# Propliopitècids
Els propliopitècids (Propliopithecidae) són una família de simis extints que visqueren a l'Àfrica septentrional durant l'Oligocè inferior, fa entre 27,3 i 33,9 milions d'anys. La família conté els representants més primitius dels catarrins, dels quals són membres els homínids.